# Wine Grapes
«Винный виноград — полный справочник по 1368 сортам винограда, включая происхождение и ароматы» (Wine Grapes — A complete guide to 1,368 vine varieties, including their origins and flavours) — энциклопедический справочник о сортах винограда, составленный британскими мастерами вина Дженсис Робинсон и Джулией Хардинг в сотрудничестве со швейцарским ампелографом Жозе Вуйямо.
Книга впервые вышла в 2012 году в издательстве Penguin Books. В ней приводится описание 1368 сортов винограда, включая последние научные результаты ампелографических исследований и ДНК-анализа. Перечислены 377 итальянских, 204 французских и 77 португальских сортов. Приводятся синонимы сортов, родственные связи, полученные ДНК-анализом, основные ампелографические характеристики, и характеристики вина.
Авторы утверждают, что справочник содержит около 300 опубликованных впервые родственных связей между  различными сортами винограда, среди которых фамильное дерево группы Пино, фамильное дерево сорта Саваньен и история происхождения сорта Зинфандель. В виде диаграмм представлено 14 фамильных деревьев сортов.
Из других открытий, впервые представленных широкой аудитории, можно отметить результаты исследований ряда сортов группы Мальвазия, произрастающих в центральной и южной Италии, которые оказались испанским сортом Темпранильо. Другое интересное открытие, это то, что Каберне-фран возможно происходит из страны Басков. Среди других интересных фактов, то, что считавшиеся многими сорта французского происхождения Мурведр, Гренаш и Кариньян тоже, возможно, происходят из Испании.
Справочник иллюстрирован 80 репродукциями из французского справочника «Ампелография», издававшегося с 1901 по 1910 год Пьером Виала и Виктором Верморелем.